# Wereldkampioenschappen zwemmen 2025 – 200 meter vlinderslag vrouwen
De 200 meter vlinderslag voor vrouwen op de wereldkampioenschappen zwemmen 2025 in Singapore vond plaats op 30 en 31 juli 2025. 

## Records
Voorafgaand aan het toernooi waren dit het wereldrecord en het kampioenschapsrecord
| Wereldrecord         | Liu Zige          | 2.01,81 | Jinan | 21 oktober 2009  |
| Kampioenschapsrecord | Jessicah Schipper | 2.03,41 | Rome  | 30 februari 2009 |

## Uitslagen
De zestien snelste zwemmers in de series kwalificeerden zich voor de halve finales, de snelste acht uit de halve finales gingen door naar de finale.

### Series
| Rang | Serie | Baan | Naam                   | Land                | Tijd    | Bijz. |
| ---- | ----- | ---- | ---------------------- | ------------------- | ------- | ----- |
| 1    | 3     | 4    | Summer McIntosh        | Canada              | 2.07,07 | Q     |
| 2    | 3     | 3    | Brittany Castelluzzo   | Australië           | 2.07,84 | Q     |
| 3    | 2     | 4    | Regan Smith            | Verenigde Staten    | 2.08,17 | Q     |
| 4    | 1     | 4    | Elizabeth Dekkers      | Australië           | 2.08,45 | Q     |
| 5    | 1     | 5    | Yu Zidi                | China               | 2.08,95 | Q     |
| 6    | 1     | 3    | Ma Yonghui             | China               | 2.08,96 | Q     |
| 7    | 2     | 6    | Ellen Walshe           | Ierland             | 2.09,15 | Q     |
| 8    | 3     | 5    | Caroline Bricker       | Verenigde Staten    | 2.09,23 | Q     |
| 9    | 2     | 3    | Keanna Macinnes        | Verenigd Koninkrijk | 2.09,24 | Q     |
| 10   | 1     | 2    | Georgia Damasioti      | Griekenland         | 2.09,34 | Q     |
| 11   | 2     | 5    | Helena Rosendahl Bach  | Denemarken          | 2.09,36 | Q     |
| 12   | 2     | 2    | Yasuki Fujimoto        | Japan               | 2.09,70 | Q     |
| 13   | 1     | 6    | Lilou Ressencourt      | Frankrijk           | 2.09,86 | Q     |
| 14   | 3     | 2    | Laura Cabanes          | Spanje              | 2.09,89 | Q     |
| 15   | 3     | 6    | Emily Richards         | Verenigd Koninkrijk | 2.09,98 | Q     |
| 16   | 2     | 7    | Park Su-jin            | Zuid-Korea          | 2.10,17 | Q     |
| 17   | 2     | 1    | Lea Polonsky           | Israël              | 2.11,65 |       |
| 18   | 3     | 7    | Kamonchanok Kwanmuang  | Thailand            | 2.12,13 |       |
| 19   | 1     | 1    | Amina Kajtaz Pinjo     | Kroatië             | 2.12,60 |       |
| 20   | 1     | 7    | Yeung Hoi Ching        | Hongkong            | 2.13,46 |       |
| 21   | 3     | 1    | Quah Jing Wen          | Singapore           | 2.13,50 |       |
| 22   | 3     | 8    | Yasmin Silva Contreras | Peru                | 2.13,72 |       |
| 23   | 2     | 8    | Anje van As            | Zimbabwe            | 2.19,43 |       |
| 24   | 1     | 8    | Lia Lima               | Angola              | 2.23,77 |       |
| 25   | 2     | 0    | Inana Soleman          | Syrië               | 2.25,75 |       |
| 26   | 3     | 0    | Amaya Bollinger        | Guam                | 2.35,09 |       |
| 27   | 1     | 0    | Ony Andrianaivo        | Madagaskar          | 2.59,22 |       |

### Halve finales
| Rang | Serie | Baan | Naam                  | Land                | Tijd    | Bijz. |
| ---- | ----- | ---- | --------------------- | ------------------- | ------- | ----- |
| 1    | 1     | 5    | Elizabeth Dekkers     | Australië           | 2.06,13 | Q     |
| 2    | 2     | 4    | Summer McIntosh       | Canada              | 2.06,22 | Q     |
| 3    | 2     | 5    | Regan Smith           | Verenigde Staten    | 2.06,96 | Q     |
| 4    | 2     | 6    | Ellen Walshe          | Ierland             | 2.07,48 | Q, NR |
| 5    | 2     | 8    | Emily Richards        | Verenigd Koninkrijk | 2.07,71 | Q     |
| 6    | 1     | 6    | Caroline Bricker      | Verenigde Staten    | 2.07,86 | Q     |
| 7    | 2     | 7    | Helena Rosendahl Bach | Denemarken          | 2.07,92 | Q     |
| 8    | 2     | 3    | Yu Zidi               | China               | 2.07,95 | Q     |
| 9    | 1     | 4    | Brittany Castelluzzo  | Australië           | 2.08,04 |       |
| 10   | 1     | 2    | Georgia Damasioti     | Griekenland         | 2.08,39 | NR    |
| 11   | 1     | 3    | Ma Yonghui            | China               | 2.08,59 |       |
| 12   | 1     | 1    | Laura Cabanes         | Spanje              | 2.10,07 |       |
| 13   | 1     | 7    | Yasuki Fujimoto       | Japan               | 2.10,20 |       |
| 14   | 1     | 8    | Park Su-jin           | Zuid-Korea          | 2.10,26 |       |
| 15   | 2     | 1    | Lilou Ressencourt     | Frankrijk           | 2.10,87 |       |
| 16   | 2     | 2    | Keanna Macinnes       | Verenigd Koninkrijk | 2.11,18 |       |

### Finale
| Rang   | Baan | Naam                  | Land                | Tijd    | Bijz.  |
| ------ | ---- | --------------------- | ------------------- | ------- | ------ |
| Goud   | 5    | Summer McIntosh       | Canada              | 2.01,99 | CR, AM |
| Zilver | 3    | Regan Smith           | Verenigde Staten    | 2.04,99 |        |
| Brons  | 4    | Elizabeth Dekkers     | Australië           | 2.06,12 |        |
| 4      | 8    | Yu Zidi               | China               | 2.06,43 |        |
| 5      | 1    | Helena Rosendahl Bach | Denemarken          | 2.07,47 |        |
| 6      | 7    | Caroline Bricker      | Verenigde Staten    | 2.07,59 |        |
| 7      | 2    | Emily Richards        | Verenigd Koninkrijk | 2.07,99 |        |
| 8      | 6    | Ellen Walshe          | Ierland             | 2.08,34 |        |